# Галовей, Христофор

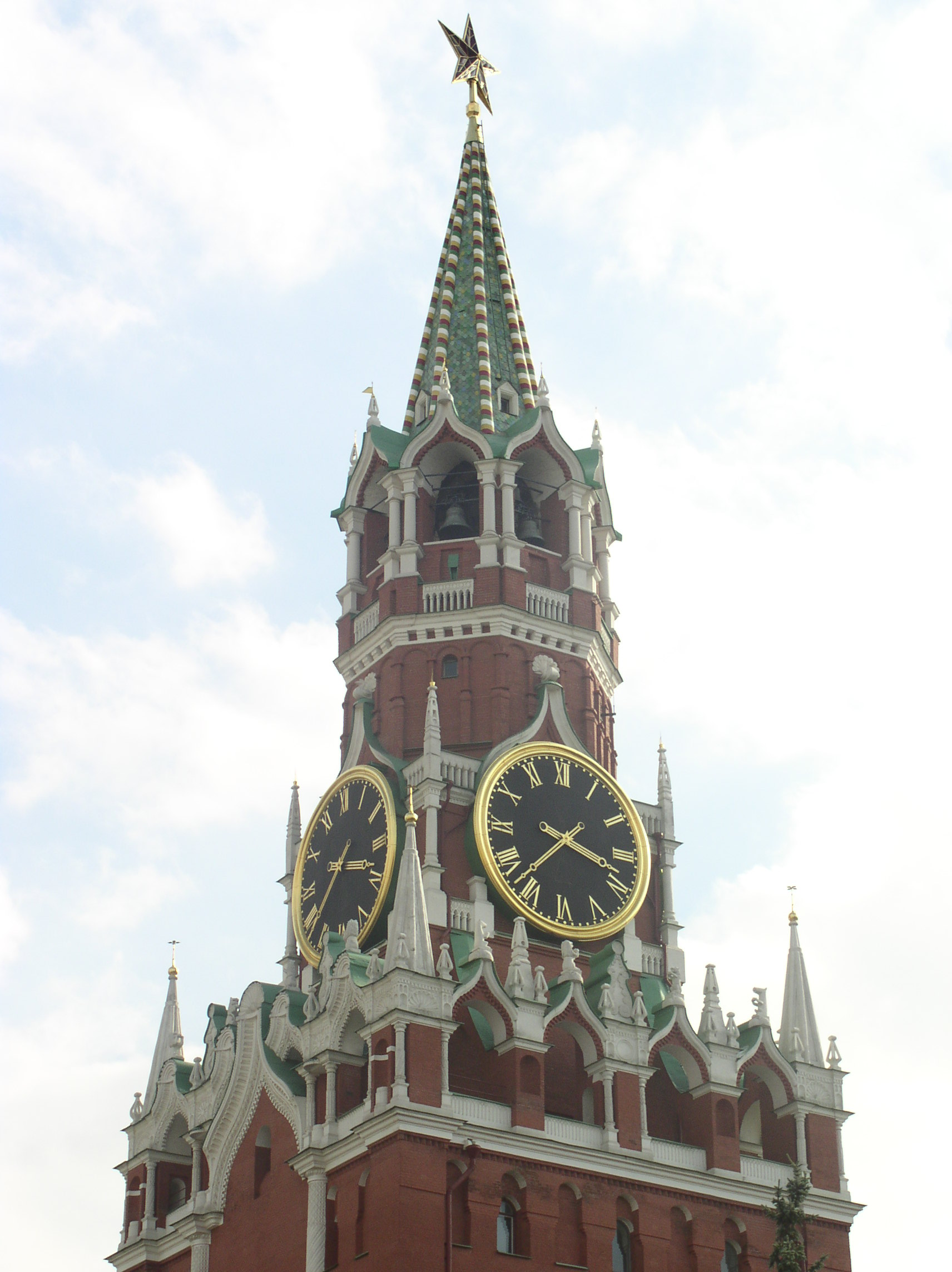
Шатёр Спасской башни

Христофор Галовей (известный в летописях и истории также как Головей, Алавей, Галловей, Голловей, Халове, англ. Christopher Galloway) — механик и архитектор родом из Шотландии, работавший в России при царе Михаиле Фёдоровиче в 1621—1645 годах. Известен установкой часов и шатра на Спасской башне Московского кремля и устройством водоподъёмной машины в Водовзводной башне.
О жизни Галовея до его приезда в Москву в 1621 году (по другим сведениям, в 1620 году) и после 1645 года ничего не известно (в том числе и годы жизни). Иван Забелин называет Галовея также упоминающимся в летописях именем «Христофор Христофоров», однако И. Л. Бусева-Давыдова считает, что это могли быть два разных человека.
Прибыл в Москву по поручению короля Якова I, который в это время налаживал торговые и дипломатические связи с царём. По договору Галовей должен был получать в год 60 рублей жалованья, и «кормовых» по 20 копеек в день, и каждую неделю по возу дров. В 1640 году он получал уже 75 рублей в год и удвоенные кормовые. Кроме того, как часовщик Фроловской (Спасской) башни и придворный часовщик, он «всякий корм и питьё» получал из царского дворца. По другим сведениям, в 1641 году Галовей получал кормовых по 6 алтын 5 денег (20 с половиной копеек) и по возу дров в неделю, а получать вдвое больше стал с 1645 года.
По летописям, в 1628 году Галовей починил во дворце большие часы «Цесарская башня», а также «часики невелики воротные» (при воротах; по Забелину однако карманные).
Когда Михаил Фёдорович пожелал устроить на Спасских воротах часы более сложной механики, чем прежде, проект поручили Галовею, который для устройства новых часов предложил также надстроить над воротами высокую башню с шатром, что и было исполнено в 1624—1625 годах. Когда постройка была окончена и часы стали указывать время и отбивать его колоколами, 29 января 1626 года Галовей получил от царя и его отца, патриарха Филарета Никитича жалованье: серебряный кубок, 10 аршин атласу алого, 10 аршин камки лазоревой, 5 аршин тафты виницейки червчатой, 4 аршина сукна красно-малинового, сорок соболей на 41 рубль, сорок куниц на 12 рублей; всего почти на 100 рублей. «А пожаловал Государь его за то что он сделал в Кремле городе на Фроловских воротах башню и часы». В мае месяце того же 1626 года сильный пожар в Кремле уничтожил часы; Галовей начал работу заново и окончил в 1628 году; 16 августа 1628 года ему опять была выдана награда, почти равная прежней.
Устройство часов было необычным: вращался циферблат, а не стрелки. Это дало основание Самюэлю Коллинсу, английскому врачу на русской службе, ехидно заметить в письме к своему другу Роберту Бойлю:

У наших часов стрелка движется по направлению к цифре, в России же наоборот — цифры движутся по направлению к стрелке. Некий господин Галовей — весьма изобретательный человек — придумал циферблат такого рода. Объясняет он это следующим образом: «Так как русские поступают не так, как все другие люди, то и произведённое ими должно быть устроено соответственно»— 
С. Коллинс был придворным врачом в России в 1659-1667 гг.
В 1633 году Христофор Галовей установил машину для подъёма воды Москвы-реки в Свиблову (Водовзводную) башню, «а из башни той воду привёл на государев на сытной и на кормовой дворец в поварни».
По мнению И. Л. Бусевой-Давыдовой, Галовею мог также принадлежать замысел Теремного дворца (1636—1637).